# 테마게임
《테마게임》은 MBC TV에서 1995년 4월 22일부터 1999년 11월 22일까지 방송되었던 코미디 옴니버스 드라마이다.

## 역사
원래 《테마극장》의 전작이었으나, 1995년 4월 22일 《테마게임》으로 포맷이 개편되어 첫 방송을 시작하였고, 높은 시청률을 기록하였다. 같은해 10월 5일 《주말 특별기획 드라마》가 신설되면서 방송 시간이 월요일 저녁으로 변경되었고, 이로 인해 시청률이 저조해지자, 1996년 1월 20일부터 다시 토요일 밤에 방송 시간이 되돌아갔다. 1997년 5월 3일 방송 100회를 맞이했고, 1999년 3월 김국진이 방송 활동 중단을 선언한 가운데, 같은 해 5월 29일에는 방송 200회를 맞이하였다. 이후 10월 18일부터 매주 월요일 심야 시간대로 방송 시간이 변경되었으나, 시청률 부진 등의 이유로 11월 22일 방송 225회를 끝으로 종영하였다.

## 방송 일정
| 방송 채널 | 방송 기간                           | 방송 시간                            |
| --------- | ----------------------------------- | ------------------------------------ |
| MBC TV    | 1995년 4월 22일 ~ 1995년 10월 7일   | 매주 토요일 밤 9시 45분 ~ 10시 35분  |
| MBC TV    | 1996년 1월 20일 ~ 1999년 10월 9일   | 매주 토요일 밤 9시 45분 ~ 10시 35분  |
| MBC TV    | 1995년 10월 16일 ~ 1996년 1월 8일   | 매주 월요일 저녁 6시 55분 ~ 7시 40분 |
| MBC TV    | 1999년 10월 18일 ~ 1999년 11월 22일 | 매주 월요일 밤 11시 ~ 11시 50분      |

## 출연자

### 연기자
|  | 아래는 가나다 순이다. |

ㄱ
- 강경헌
- 강기화
- 강남길
- 강남영
- 강부자
- 강민규
- 강석우
- 강성민
- 강성연
- 강소정
- 강승연
- 강신범
- 강용석
- 강우경
- 강호동
- 견미리
- 고동현
- 고두심
- 고두옥
- 고명환
- 고세원
- 고소영
- 고수
- 고정민
- 고주희
- 고호경
- 곽정욱
- 곽현식
- 구본승
- 구본영
- 구자미
- 구혜선
- 구혜진
- 권도경
- 권민중
- 권상우
- 권오중
- 권은아
- 권이지
- 권해효
- 권혁종
- 권현영
- 금보라
- 기태영
- 길수현
- 길용우
- 김갑수
- 김건모
- 김경식
- 김광일
- 김광필
- 김국진
- 김규리
- 김규철
- 김기수
- 김나운
- 김남주
- 김단비
- 김동완
- 김래원
- 김린
- 김명민
- 김미숙
- 김미화
- 김민상
- 김민희
- 김민선
- 김미주
- 김민정
- 김민정
- 김민종
- 김병기
- 김보화
- 김상경
- 김상엽
- 김상중
- 김상호
- 김생민
- 김서라
- 김서형
- 김석훈
- 김선아
- 故 김상순
- 김성겸
- 김성령
- 김성원
- 김성환
- 김세아
- 김소연
- 김수미
- 김수진
- 김수용
- 김승우
- 김승현
- 김승현
- 김시원
- 김여랑
- 김연주
- 김영
- 김영란
- 김영미
- 故 김영애
- 김영철
- 김완섭
- 김용건
- 김용림
- 김용만
- 김용선
- 김원희
- 김유리
- 김유미
- 김윤경
- 김윤아
- 김윤정
- 김윤진
- 김을동
- 故 김인문
- 김일웅
- 故 김자옥
- 김장훈
- 김정난
- 김정렬
- 김정민
- 김정은
- 김정현
- 김종결
- 김종서
- 故 김주승
- 김주연
- 김준호
- 김지남
- 김지수
- 김지연
- 김지영
- 김지혜
- 김지호
- 김진
- 김진수
- 김진이
- 김진태
- 김진표
- 김찬우
- 김창숙
- 김창완
- 김철기
- 김철민
- 김청
- 김태균
- 김태연
- 김태우
- 김태희
- 김하균
- 김하늘
- 김학도
- 김학래
- 김학철
- 김한국
- 김현정
- 김현주
- 김현철
- 故 김형곤
- 김형범
- 김형일
- 김혜림
- 김혜수
- 김혜자
- 김호진
- 김효진
- 김흥기
- 김희선
- 김희애

ㄴ ~ ㅁ
- 나경미
- 나경훈
- 나문희
- 남능미
- 남상미
- 故 남성남
- 남성진
- 故 남철
- 남희석
- 노사연
- 노정렬
- 노현희
- 노형욱
- 노희지
- 로버트 할리
- 류덕환
- 류시원
- 류진
- 류현경
- 맹세창
- 명계남
- 명세빈
- 문경훈
- 문근영
- 문성근
- 문천식
- 문회원
- 故 민욱

ㅂ
- 박강혜
- 박경림
- 박광현
- 박근형
- 박남정
- 박명수
- 박미선
- 박상민
- 박상아
- 박상원
- 박선영
- 박성신
- 박세민
- 박소현
- 박솔미
- 박수림
- 박수홍
- 박순애
- 박시은
- 박신양
- 박영지
- 박용하
- 박원숙
- 박은혜
- 박재정
- 박주미
- 박중훈
- 박진영
- 박진희
- 박철
- 박충선
- 박탐희
- 박해미
- 박형선
- 박형준
- 박혜숙
- 박희진
- 방용화
- 방은희
- 배동성
- 배두나
- 배용준
- 배일집
- 배칠수
- 배호근
- 백지영
- 변우민
- 변희봉
- 베이비복스

ㅅ
- 서권순
- 사미자
- 서경석
- 서수남
- 서승만
- 서승현
- 서인석
- 서재경
- 서춘화
- 서태지
- 선우용여
- 선우은숙
- 설경구
- 성현아
- 소지섭
- 손건우
- 손숙
- 손예진
- 손창민
- 손태영
- 손현주
- 송강호
- 송선미
- 송수영
- 송승헌
- 송승환
- 송옥숙
- 송윤아
- 송은이
- 송재호
- 송종호
- 송창환
- 송채환
- 송혜교
- 수애
- 신구
- 신소미
- 신승훈
- 신신애
- 신애라
- 신윤정
- 신은경
- 신주리
- 신지수
- 신화
- 신현준
- 심은하
- 심혜진

ㅇ
- 안성기
- 안재모
- 안재욱
- 안정림
- 안연홍
- 양금석
- 양동근
- 양소민
- 양미경
- 양원경
- 양택조
- 양희경
- 양희은
- 어남선
- 엄앵란
- 엄정화
- 엄지원
- H.O.T.
- NRG
- 故 여운계
- 여윤정
- 연규진
- 연정훈
- 염정아
- 영턱스클럽
- 오대규
- 오미희
- 오승윤
- 오영채
- 오유나
- 오주은
- 오지명
- 오창경
- 오태경
- 오현경
- 오현철
- 왕빛나
- 왕유선
- 우희진
- 원미경
- 故 유니
- 유동근
- 유서진
- 유선
- 유승준
- 유인촌
- 유재석
- 유준상
- 유지인
- 유지태
- 유진박
- 유진희
- 유호정
- 유혜정
- 윤기원
- 윤다훈
- 윤동원
- 윤미라
- 윤미정
- 윤손하
- 윤여정
- 윤예희
- 윤유선
- 윤정수
- 윤지숙
- 윤지혜
- 윤철형
- 이경규
- 이경실
- 이경애
- 이광기
- 이기철
- 이나리
- 이나영
- 이다 도시
- 이다해
- 이덕화
- 이동건
- 이동욱
- 이문세
- 이문수
- 이미숙
- 이미연
- 이민영
- 이민우
- 이민호
- 이병헌
- 이보희
- 이봉원
- 이병진
- 이상운
- 이선정
- 이선진
- 이성미
- 이세창
- 이소린
- 이수경
- 이수진
- 이숙
- 이순재
- 이승연
- 이승철
- 이시은
- 이연경
- 이영범
- 이영아
- 이영애
- 이영자
- 이영하
- 이영현
- 이영후
- 이요원
- 이용식
- 이원승
- 이원종
- 이유진
- 이윤석
- 이은성
- 이은혜
- 이응경
- 이의정
- 이자영
- 이재룡
- 이재은
- 이재포
- 이정길
- 이정섭
- 이정현
- 이제니
- 이종원
- 이주희
- 이지현
- 이지훈
- 이지희
- 이진우
- 이찬호
- 이참
- 이창명
- 이창주
- 이춘교
- 이칠선
- 이태곤
- 이태란
- 이택림
- 이필모
- 이하늬
- 이현경
- 이형철
- 이혜숙
- 이혜영
- 이홍렬
- 이효춘
- 이휘재
- 이휘향
- 이훈
- 이희찬
- 인병국
- 임동진
- 임백천
- 임성민
- 임성훈
- 임예진
- 임재범
- 임창정
- 임채무
- 임하룡
- 임혁필
- 임현식
- 임호

ㅈ
- 장동건
- 장미희
- 장서희
- 장용
- 故 장진영
- 장현성
- 장호일
- 전가을
- 전광렬
- 전도연
- 전성은
- 전성초
- 전원주
- 전유경
- 전유성
- 전인화
- 전재룡
- 전지현
- 정경숙
- 정경순
- 故 정다빈
- 정동환
- 정보석
- 정선경
- 정선희
- 정성한
- 정성호
- 정승원
- 정애리
- 정영숙
- 정우성
- 정우승
- 정욱
- 정원중
- 정재윤
- 정재환
- 정준
- 정준하
- 정진수
- 정찬
- 정찬우
- 정태우
- 정한용
- 정혜선
- 정혜영
- 정호근
- 젝스키스
- 조미령
- 조민기
- 조민수
- 조성모
- 조승우
- 조용필
- 조인성
- 조재현
- 조형기
- 조혜련
- 조혜영
- 주슬기
- 주영훈
- 주용만
- 주현
- 주현미
- 주한울
- god
- 지현우
- 진미령
- 진재영

ㅊ
- 차광수
- 차승민
- 차승원
- 차인표
- 차태현
- 차화연
- 채국희
- 채림
- 채시라
- 최강희
- 최고봉
- 최명길
- 최민수
- 최민식
- 최민용
- 최병서
- 최불암
- 최상훈
- 최수종
- 최양락
- 최영완
- 최우혁
- 최윤정
- 최은주
- 최재성
- 최재원
- 최정
- 최정윤
- 故 최정훈
- 최종원
- 최준용
- 최지나
- 최지우
- 故 최진실
- 故 최진영
- 최창민
- 최할리
- 최화정
- 추상미
- 추소영
- 추자현

ㅋ ~ ㅍ
- 코요태
- 쿨
- 클릭비
- 태사자
- 터보
- 판유걸
- 표영호
- 표인봉
- 핑클

ㅎ
- 故 하일성
- 하지원
- 하희라
- 故 한경선
- 한무
- 한보배
- 한석규
- 한재진
- 한진희
- 한혜숙
- 한희
- 허성수
- 허영란
- 허정민
- 허준호
- 현영
- 현철
- 홍경인
- 홍기훈
- 홍리나
- 홍서범
- 홍석천
- 홍세은
- 홍수현
- 홍은희
- 홍일권
- 홍진경
- 홍학표
- 황기순
- 황수정
- 황신혜
- 故 황수관 교수
- 황일청
- 황지온
- 황현준

## 에피소드 목록
제 1 화 TV(여보 밥줘!/TV속의 TV)
제 2 화 돈(돈때문에.../잘못된 만남)
제 3 화 사진(찰칵찰칵! 착각착각!/현상된 사랑)
제 4 화 삶과 죽음(휘청이는 오후/7년만의 외출)
제 5 화 호기심(아들의 여자/뫼비우스의 띠)
제 6 화 상속(탕자의 상속/자식사랑)
제 7 화 시간 (아내의 시간/약올라 죽겠지?)
제 8 화 콤플렉스(꼬마 콤플렉스/비겁한 남자)
제 9 화 직업(아내라는 직업의 여자/윤과장의 사표)
제 10 화 의리(장미 한송이/남자답게 사는 법)
제 11 화 도둑(따님전상서/이 세상에 도둑이 산다)
제 12 화 짝사랑(멀고 먼 당신/그대여)
제 13 화 착각(그녀의 하늘/넌 할 수 있어)
제 14 화 젊음(인생시대/30대의 비애)
제 15 화 권태(앙치기 소년의 최후/권태의 끝)
제 16 화 한 여름밤의 꿈(금도끼 은도끼/마네킹)
제 17 화 휴가(추억속의 여름밤 이야기/여름 밤의 전설)
제 18 화 스트레스(머피의 법칙/스트레스 컨트롤)
제 19 화 남자(아들 만들기/시인의 마을)
제 20 화 추석(귀향/세 친구)
제 21 화 짝(장가 가는날/짝짝이 부부)
제 22 화 가을(복학생/잔나비와 노처녀)
제 23 화 잘못된 만남(추락하는 부부는 날개가 있다/오염된 영혼)
제 24 화 이웃(이웃집 여자/이웃세일)
제 25 화 징크스(손톱/택시 드라이버)
제 26 화 일주일(아내의 연인/해결사)
제 27 화 승부(눈물 젖은빵/끝없는 승부)
제 28 화 습관(정신병원/무궁화꽃이 피었습니다)
제 29 화 유혹(삼종지도(三從之道)/천사의 유혹)
제 30 화 슬럼프(로미오의 11월/사랑의 슬럼프)
제 31 화 영웅(여의도의 달/영웅무색)
제 32 화 캠퍼스 연가(철부지 길들이기/얼굴)
제 33 화 횡재(담 넘어 저쪽/횡재를 위하여)
제 34 화 겨울(겨울이 오면/그해 겨울은 따뜻했네)
제 35 화 재회(기억속으로/악연)
제 37 화 행복(동전의 앞면/엄마의 편지)
제 38 화 졸업식(꽃순이를 아시나요?/꼴찌의 졸업장)
제 39 화 말(할 말을 참는 몇가지 이유/껌)
제 40 화 해후(그날 이후/돌아오지 않는 바다)
제 41 화 자유(상상속의 자유/선택의 자유)
제 42 화 시작(3월의 전설/끝없는 시작)
제 43 화 인과응보(나에겐 내일은 없다/위기의 남자)
제 44 화 핑계(운전면허/필계잇는 무덤)
제 45 화 현대병(백사를 찾아서/TV는 내친구)
제 46 화 내기(그 둘만의 내기/빰 다섯대)
제 47 화 정(산 78번지/먼 그대)
제 48 화 적응(고문관K/인생게임)
제 49 화 손(내 손의 이력서/마이더스의 손)
제 50 화 공포(친선의 밤/씨가 된 말)
제 51 화 폭력(맞아보면 안다/매 맞는 아내들의 밤)
제 52 화 쾌락(어떤 인연/밤이 무서워)
제 53 화 사랑(가깝고도 먼 사랑/나만의 방식)
제 54 화 변신(그 남자의 변신은 유죄/남자와 여자)
제 55 화 열등감(바보들의 천국/이름없는 남자)
제 56 화 여행(이혼여행/영화같은 여행)
제 57 화 열쇠(열쇠와의 전쟁/욕망이라는 이름의 열쇠)
제 58 화 눈물(눈물상무/세상에서 가장 아름다운 눈물)
제 59 화 상처(아내라는 이름의 상처/그들만의 세상)
제 60 화 신비한 이야기(노인이 된 청년/개미와 배짱이 공화국/다이어트의 비밀)
제 61 화 바다(슈바이처의 비밀/해변의 여인)
제 62 화 남과 여(남자셋 여자셋/선녀와 나무꾼)
제 63 화 착각(나 아니면 안돼/그 여자의 반란)
제 64 화 나 혼자 (일등을 위하여/솔로의 끝)
제 65 화 커플(그 여자의 선택/둘이 될 수 없는 남자)
제 66 화 게임의 법칙(여우의 법칙/부부게임)
제 67 화 우연(유전무죄 무전유죄/로미오와 줄리엣)
제 68 화 소문(긴 소문 짦은사랑/소문남녀)
제 69 화 빚(백만원/갖고 싶은 빚 안고 싶은 빚)
제 70 화 신비한 이야기(과거에서 온 세 노인/시간의 여인/비너스의 꿈)
제 71 화 첫인상(첫인상의 법칙/인상유죄)
제 72 화 보물(이사님 우리 이사님/보물찾기)
제 73 화 친구(친구만들기/의리에 산다)
제 74 화 가을(일장추몽(一場秋夢)/가을 만남)
제 75 화 이름(개떡/아버지의 이름으로)
제 76 화 손님(잉글리쉬맨/초대받지 않은 남자)
제 77 화 욕심(불운의 행운/꿈꾸는 남자)
제 78 화 나머지(몫과 나머지/브레드 최)
제 79 화 나(mr.나홀로/나를 찾아서)
제 80 화 겨울이야기(겨울이 추운 이유/귀족 같은 겨울)
제 81 화 음악(서울의 잠 못이루는 밤/겨울 세레나데)
제 82 화 끝과 시작(애인/돌아온 이소룡/내겐 너무 큰 행운)
제 83 화 꿈(어떤 이의 꿈)
제 84 화 거짓말(거짓말/하얀 거짓말)
제 85 화 꿈2(꾸지린의 코리안드림/신데렐라는 살아있다)
제 86 화 믿음(투캅스/테마 방정식)
제 87 화 기회(세번의 기회/마지막 기회)
제 88 화 형제
제 89 화 꿈3(비몽사몽/꿈을 꾼 후에)
제 90 화 반란(슈퍼맨의 비애/슬픈 반란)
제 91 화 순서(그것만이 내세상/두번째 사랑)
제 92 화 웃음(웃음을 잃어버린 남자/어느 삼류개그맨의 웃음)
제 93 화 선택(왜 하필 내가/마지막 선택)
제 94 화 바람(나무와 바람/바람은 불어도)
제 95 화 호기심(호기심의 끝/그녀의 신비)
제 96 화 사랑과 이별(보이지 않는 사랑/이별 만들기)
제 97 화 굴레(새장속의 사랑/굴레를 벗어나)
제 98 화 기억(기억의 저편/단 하나의 기억)
제 99 화 불안(불안한 기억/세상밖으로)
제 100 화 100회 특집(100년의 사랑/백전백패)
제 101 화 가족(아버지의 기억/슬픈약속)
제 102 화 비밀(아버지의 비밀/비밀 없는 친구)
제 103 화 말로(末路)(밤새 안녕하셨습니까?/도둑과 여론)
제 104 화 조건(이별의 조건/남자수업)
제 105 화 악인(아내의 그늘/돈을 갖고 튀어라!)
제 106 화 상상(상상속의 너/엉뚱하고 위험한 상상)
제 107 화 부자(자식이냐 웬수냐/아들을 위하여)
제 108 화 전생(어느 전생이야기/영원한 전생)
제 109 화 집착(아버지의 술상/술잔을 타고 산 사나이)
제 110 화 미련(미련남녀/끝없는 미련)
제 111 화 과기(영원한승리/전화기 속의 목소리)
제 112 화 서열(그의 서열이야기/서열이 뭐길래)
제 113 화 신비(꿈의 신비/예감이 다가올때)
제 114 화 경춘선에서(그때 그 사람들/늑대와 여우의 사랑이야기)
제 115 화 돈3(50원짜리 내인생/끝나지 않은 계약)
제 116 화 선물(선생님의 선물/마음의 선물)
제 117 화 원수(남편과 원수사이/이웃이냐? 원수냐?)
제 118 화 늑대와 여우(킹카를 잡는 몇가지 방법/남편의 꼬리)
제 119 화 마음의 고향(어느 스타의 이야기/어머니와 아들)
제 120 화 우리시대의 영웅(아빠는 나의 영웅/나의 영웅을 위하여)
제 121 화 관심(내가 사는 이유/무서운 관심)
제 122 화 만남 1997(43살이 19살을 만났을 때/어디선가 본 듯한 얼굴)
제 123 화 가짜가 진짜보다 더 진짜같은 세상(현실의 사랑/모방궤도)
제 124 화 바보예찬(내 친구의 사랑법/세상에서 가장 아름다운 바보)
제 125 화 사랑에 관한 짧은 필름1(패스트푸드 러브/세상에 없는 사랑)
제 126 화 사랑에 관한 짧은 필름2(어느 사기꾼의 고백/거지들의 세상)
제 127 화 어느날 우연이 만나다(커플별곡/우연한 하루)
제 128 화 크리스마스 카드(삼형제의 겨울/크리스마스 카드)
제 129 화 겨울이 춥지 않을때(우리의 겨울은 당신의 봄보다 따뜻하다/산타가 된 남자)
제 130 화 연말특집 겨울클로버
제 131 화 어른들을 위한 동화(미운오리새끼/백설공주)
제 132 화 호기심에 관한 짧은 필름(책,스타킹, 그 여자/그 여자의 남자)
제 133 화 첫키스(쑥맥 커플/ 세 여자의 첫키스)
제 134 화 우리 시대의 행복(즐거운 편지/고통 전담! 고통 분담?)
제 135 화 가족2(아버지와 아들/가족이라는 이름)
제 136 화 그녀 (아스팔트 위의 여자/그녀는 무섭다)
제 137 화 맹세(남자는 다 그래 여자는 더 그래/캠코더 맨)
제 138 화 참을 수 없는 경쟁의 가벼움(쫄티형제와 청혼 소동/체리 토마토 경쟁)
제 139 화 연애(지금은 방송중/우정은 아직도 끝나지 않았다)
제 140 화 설레임이 봄을 두드린다(봄이 오는 캠퍼스/봄바람 불던 날)
제 141 화 캠퍼스 전설별곡1(쫓는 자와 쫓기는 자/끝없는 도피)
제 143 화 캠퍼스 전설별곡2(전설은 살아있다/또 다른 전설/배반의 전설/전설은 사라지지 않는다)
제 143 화 거장(소리는 살아있다/모나리자의 미소)
제 144 화 주목받고 싶은 삶(나는 뜨고 싶다/필름 속에 담긴 세상)
제 145 화 진실 혹은 대담( 나는 뻥이로소이다/401, 402)
제 146 화 열린 사회와 적들(자유선언/국진 흥분하다!)
제 147 화 힘(누가 나에게 힘이 있다 하는가/가계부 쓰는 남자)
제 148 화 야망이라는 이름의 청춘
제 149 화 축제(그녀와 함께 마지막 축제를/그들만의 축제)
제 150 화 70년대식, 90년대식(흑백영화 같은 사랑/사랑은 영화처럼)
제 151 화 길 그리고 선택(삐거덕 행진곡/가지 않은 길)
제 152 화 약속(멸치가 오징어를 만났을때/세상에서 가장 슬픈 약속)
제 153 화 컴플렉스(컴플렉스는 우리의 힘/뒤바뀐 컴플렉스)
제 154 화 보물(베짱이는 무엇으로 사는가?/우리는 그를 선장이라고 부른다)
제 155 화 파랑새는 있다(갈매기는 행복한가?/행복으로 가는 마지막 비상구)
제 156 화 우리 시대의 휴가(휴가 전선 이상없다/휴가 = 슈가)
제 157 화 적 그리고 사랑 이야기(맥주 남녀/당신의 뒷 모습)
제 158 화 여름특집 제 1 탄 지구침공(물을 찾아 지구에 오다/지구에서 가장 무서운 것)
제 159 화 여름특집 제 2 탄 자연, 신 그리고 인간(너희가 신을 믿느냐?/귀(耳)? 귀(鬼)?)
제 160 화 여름특집 제 3 탄 그 바다에 두고 온 여름(국진 사라지다/여름, 추억 만들기)
제 161 화 여름특집 제 4 탄 아름다운 청년
제 162 화 오만과 편견(포르노와 문제작/편견의 굴레)
제 163 화 영원한 사랑(할미꽃 당신/편지)
제 164 화 제5인간형(박쥐인간의 X파일/실록! 냄비가족 20년사!)
제 165 화 연인(17/27/37/가시나무새)
제 166 화 공존(신선리에 무슨일이 생겼나?/사장과 웨이터)
제 167 화 귀향(두만강 푸른 물에/돌아온 용팔이)
제 168 화 가을엔 한번쯤 사랑을(가을 사랑의 흔적/ 돌, 칼 그리고 사랑)
제 169 화 소금과 설탕(유쾌한 새벽/내겐 너무 달콤한 당신)
제 170 화 어떤 인생, 어떤 이야기(어떤 가족/마지막 사랑)
제 171 화 우리를 적시는 마지막 꿈(커피에 대한 명상/취업복권)
제 172 화 길(국민가수 국진!/아주 특별한 여행)
제 173 화 절반의 남과 여(2010 이브의 경고/아담, 별들에게 물어보다)
제 174 화 아주 특별한 사랑(남편의 연인/아웃 오브 사파리)
제 175 화 동상이몽(同床異夢)(겨울바다로 간 두 킬러/해동도사를 찾은 까닭은?)
제 176 화 초대받지 않은 손님(헬로우! 국진 킴/돌아온 망치파)
제 177 화 성탄절의 기억(내 생애 최고의 크리스마스/아회재백야(我回在白夜))
제 178 화 송년특집 98 겨울이야기(한 겨울밤의 꿈/땅끝에 서면 바다가 보인다)
제 179 화 신년특집 99 토끼와 거북이(거북이의 꿈/마침내 토끼 태양을 보다)
제 180 화 도시의 천사들(아름다운 구속/사랑이 꽃피는 나무)
제 181 화 우리 시대의 왕(王)(처세의 왕/왕따 생각)
제 182 화 첫사랑의 그림자(아주 오래된 연인들/처음 사랑, 그후로도 오랫동안)
제 183 화 걱정 권하는 사회(걱정 릴레이/그녀의 한숨소리)
제 184 화 옛말에 이르기를(벗이 멀리서 나를 찾으면 이 또한 즐겁지 아니한가?(有朋 自遠方來 不亦樂乎)/자고로 암탉이 울면)
제 185 화 세월(떡국 동창회/사랑은 별과 함께 오다)
제 186 화 그림자(위대한 유산/조금 더 멀어져 간다)
제 187 화 끝 그리고 새로운 시작(시작한 여자, 끝을 본 남자/입학별곡)
제 188 화 동행(어떤 외출/Yesterday)
제 189 화 미완성과 완성(사랑의 3법칙/셰익스피어 리의 교장선생님)
제 190 화 내 마음의 고향(강(江) 그리고.../남겨진 사랑)
제 191 화 삼류 전성시대(새마을 아가씨와 삼류들/삼류식 노래 만들기)
제 192 화 POWER(적과 동지/The Boxer)
제 193 화 바다(그에 관해 알고있는 두 세가지 것들/그들은 스물둘에 바다를 봤다)
제 194 화 또 다른 시작(날아라 슈퍼맨!/매일 결혼하는 여자)
제 195 화 진실 혹은 거짓말(우리가 정말 이혼했을까?/세가지 거짓말)
제 196 화 아름다운 구속(그녀는 예뻤다!/컴퓨터 비디오 그리고 오디오)
제 197 화 5월(어떤 어버이날/내사랑 심수봉)
제 198 화 진짜와 가짜(지빠귀 둥지 속의 뻐꾸기/천재들에게)
제 199 화 시간이 흐른 뒤(하루가 지나면/십 년이 지나도)
제 200 화 우정(나는 상상한다. 호빵깽이 된 김대리를.../그들만의 우정)
제 201 화 삶이 그대를 속일지라도(삶이 그대를 속일지라도 노여워 말라/삶이 그대를 속일지라도 슬퍼하지 말라)
제 202 화 용기 (친구이길 원했던 너에게/정말 잘해봐!)
제 203 화 환상(결혼 5일전 D-5/강철 끈을 잡은 사나이)
제 204 화 섬(그 섬에 가고싶다/어떤 신혼여행)
제 205 화 시련(간첩 김효진/내일이 찾아오면)
제 206 화 여자와 남자(서울! 아줌마네스!/파란지붕)
제 207 화 배우(주연과 조연/엑스트라)
제 208 화 스피드(달팽이들의 반란/행복이란 이름의 마라톤)
제 209 화 행운(어둠 속에 벨이 울릴 때/행운을 파는 남자)
제 210 화 공포(어둠 속에 벨이 울릴 때/마누라 실종사건)
제 211 화 그해 여름(사랑 만들기/주머니 밖으로 나온 캥거루)
제 212 화 비밀(젠틀맨 서경석은 어떻게 되었을까?/그녀의 비밀)
제 213 화 감정(울고 웃는 남과 여/분노의 오류)
제 214 화 관계(짝사랑/빤스 전쟁)
제 215 화 아버지(돌아온 악마/철부지 아빠)
제 216 화 눈물2(바보 사랑(특별출연:티티마)/눈물이 과연 힘이 셀까?)
제 217 화 절망 그리고 희망(아줌마와 두 도둑/경석의 이중생활)
제 218 화 중독(행복 중독/어느 중독자의 일생)
제 219 화 라이벌(백수 라이벌전/이겨야 사는 여자)
제 220 화 컴플렉스2(마쵸형사/컴플렉스 가족)
제 221 화 사랑할 때 필요한 두 가지(남자가 여자를 사랑할 때(용기)/여자가 남자를 사랑할 때(내숭))
제 222 화 20세기 마지막 가을(마지막 가을에 대한 명상/레디 메이드 재회)
제 223 화 너희가 삼류를 아느냐?(누가 우리를 삼류라 부르는가/일류병 가족)
제 224 화 착각시대(러브 게임/실연에 대한 착각)
제 225 화 테마게임 베스트(마지막회)

## 시그널 곡
- 63회 방송분부터 가수 김건모 4집의 수록곡 앨범 〈Exchange kg M4〉에서 세번째 트랙 테마게임 선곡을 시그널이 사용해왔다.

## 결방 사유 및 편성 변경
1995년
- 7월 1일 : 《삼풍백화점 붕괴 사고》 관련 MBC 뉴스특보 편성으로 인한 결방
- 12월 25일 : 특집 《95 MBC 주부캐럴 가요제》 편성으로 인한 결방

1996년
- 1월 1일 : 특집 《코미디 테마극장》 1~2부 편성으로 인한 결방
- 2월 17일 : 설 특선영화 《록키 5》 편성으로 인한 결방
- 7월 27일 : 《1996 애틀랜타 올림픽》 중계방송으로 인한 결방
- 10월 19일 : 《96 MBC 대학가요제》 편성으로 인한 결방

1997년
- 7월 5일 : 1997년 FIFA 세계 청소년 축구 선수권 대회 결승전 《아르헨티나 VS 우루과이》 중계방송으로 인한 결방
- 9월 13일 : 《박나리 유괴 살해 사건》 관련 MBC 뉴스특보 편성으로 인한 결방
- 10월 25일 : 《97 MBC 대학가요제》 편성으로 인한 결방
- 12월 6일 : 대한민국 제15대 대통령 선거 방송연설 《새정치국민회의 김대중 후보 연설원》 편성으로 인한 결방

1998년
- 5월 23일 : MBC 대토론회 《IMF 반년 무엇을 - 해야 하나?》 편성으로 인한 결방
- 6월 13일 : MBC 주말의 명화 《컷스로트 아일랜드》 편성으로 인한 결방
- 6월 20일 : 1998년 FIFA 월드컵 《일본 VS 크로아티아》 중계방송으로 인한 결방
- 8월 8일 : 집중호우 관련 MBC 뉴스특보 편성으로 인한 결방

## 참고 사항
- 간접광고 규정 위반 때문에 방송위원회로부터 1995년 5월 10일에 주의 조치와 1995년 6월 7일에는 경고 조치를 받았다. 또한 1995년 6월 24일 방송분에서는 간접광고를 반복해서 내보낸 것이 문제가 되어 6월 28일에 방송위원회로부터 경고와 방송책임자 경고를 받았다[1].
- 1995년 9월 16일 방송분에서는 화장실에서 용변을 보고 휴지를 쓰는 장면을 내보내어 방송위원회로부터 경고 조치를 받았다.[2]
- 1995년 이후에는 시청률 20~30%대 인기를 누렸으나, 1999년 가을에 소재 고갈되어 폐지되었다.

## 일부 지역 자체 방송
- 부산MBC: 시네마 월드
- 대구MBC: 다큐멘터리 영남기획
- 춘천MBC: 강원시대 여기 이사람
- 원주MBC: 이야기 세상
- 울산MBC: 네트워크 다큐
- 안동MBC: 안동MBC 목요 대토론
- 광주MBC, 목포MBC, 여수MBC, 제주MBC: 시대와 인물

※ 전주, 마산, 진주, 포항, 대전, 강릉, 삼척, 청주, 충주 등은 자체방송 없이 그대로 방송된다.